# CoreGrafX
 (décembre 2018).
Si vous disposez d'ouvrages ou d'articles de référence ou si vous connaissez des sites web de qualité traitant du thème abordé ici, merci de compléter l'article en donnant les références utiles à sa vérifiabilité et en les liant à la section « Notes et références ».
La CoreGrafX est une console de jeux vidéo créée par NEC, une société japonaise. Elle est sortie au Japon en 1989. C'est une version restylée de la PC-Engine sortie au Japon en 1987 : couleur différente, noire au lieu de blanche pour la première PC-Engine, elle dispose d'une sortie audiovidéo sous forme d'une prise DIN, contrairement à la première PC Engine qu'on branchait directement sur la prise antenne du téléviseur. Un autre intérêt était un coût de fabrication inférieur et donc un prix plus abordable. Elle est distribuée en Amérique du Nord sous le nom de TurboGrafx-16. Elle fut distribuée en France en 1990 par SODIPENG (Société Distributrice de la PC-Engine), assortie d'une modification technique et d'un boîtier appelé "AudioVideoPlus" lui permettant de fournir un signal RGB absent des modèles japonais.

## Description
La CoreGrafX utilise des cartes mémoires appelées HuCards (ou Turbochips) au lieu de cartouches pour stocker les jeux. Alors que son processeur principal était un 8 bits (6502 à 7,6 MHz), ses graphismes pourraient afficher jusqu'à 256 couleurs dans différentes résolutions et ses musiques pouvaient être jouées sur 6 voies. Ce fut la première console à disposer d'une extension CD, le format CD-ROM² permettant d'avoir une bande sonore orchestrales et de la Full Motion Video.

## Historique

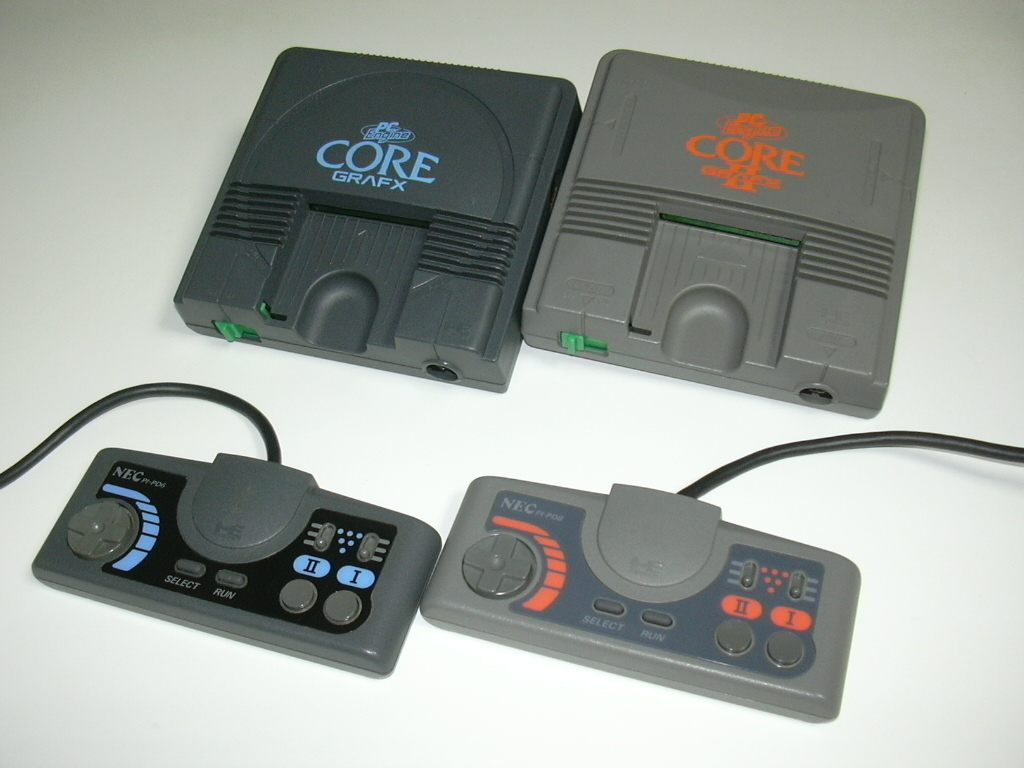
CoreGrafX 1 et 2

La CoreGrafX  est tout d'abord sortie au Japon sous le nom de PC-Engine en 1987 où elle fut très populaire. Elle dépassa même les ventes de la Famicom. À ce moment-là, la Mega Drive ne marchait pas bien au Japon, particulièrement au cause du manque de lecteurs CD-ROM.
En 1989, deux ans après sa sortie au Japon, le moral dopé par les ventes de la NES aux États-Unis, NEC décide de vendre sa console dans le monde entier. Avec une bibliothèque de jeux japonais déjà fournie et ses excellentes performances, le succès de la console semble assuré. La NES est la console la plus vendue aux États-Unis, il n'y a plus de cartouches Atari 7800 de produites, la Master System ne perce vraiment qu'en Europe, et en plus les micro-ordinateurs imposent de nouveaux standards en matière de graphisme et de son. Tout semble donc sourire pour les déclinaisons de la PC-Engine.
Seulement au moment où NEC annonce la sortie de la Turbografx 16 (nom de la PC-Engine américaine), Sega annonce également la sortie de sa Genesis (Mega Drive en Europe). Autant la Genesis ne fonctionna pas au Japon (à cause peut-être de l'absence d'un lecteur CD-ROM), autant elle aura du succès aux États-Unis.
Beaucoup de jeux de sa bibliothèque japonaise ne furent pas traduits pour la Turbografx 16 américaine. D'une part NEC ne traduisait pas forcément les plus grands succès de sa console, d'autre part Nintendo avait fait signer à ses développeurs de nombreux contrats d'exclusivité sur le territoire américain pour des versions uniquement NES des titres. Abus qui seront sanctionnés beaucoup plus tard par la justice américaine. La sortie de l'extension CD-ROM aux États-Unis n'aida pas plus la console. D'une part, l'extension était difficile à trouver, et d'autre part les titres disponibles dans la bibliothèque japonaise étaient principalement des jeux de rôles, et nécessitaient de coûteux investissements de traductions.
NEC ne distribua jamais sa console en Europe (mis à part une brève apparition de la TurboGrafx16 au Royaume-Uni). En France, une entreprise nommée Sodipeng prit l'initiative de distribuer la CoreGrafx en janvier 1990, puis les autres modèles de la gamme PC-Engine. Sodipeng fit le choix de distribuer les versions japonaises des consoles en les modifiant pour les rendre compatible avec les téléviseurs français. Les jeux disponibles sur le marché français étaient donc dans leur grande majorité des jeux japonais.
Plusieurs différentes versions de l'extension CD existent. La première, la version 1.0, avait 128 ko de RAM ; cette version fut seulement en production pendant quatre mois et est extrêmement rare. La seconde, la version 2.0 (ou le CD-ROM²), monta la RAM à 2 Mo, alors que l'extension (version 3.0, ou Super-CD-ROM²) apportait un total de RAM de 256 ko, ce qui servait aussi bien à augmenter la mémoire cache du CD-ROM que d'apporter un BIOS amélioré.
En 1992, NEC revend les droits de distribution de la PC-Engine et de ses jeux à TTI (Turbo Technologies Inc.), une société formée par des anciens de NEC et Hudson Soft. Alors que le Mega-CD de Sega allait sortir, la CoreGrafX et son lecteur CD furent combinés dans la PC-Engine Duo, qui incorporait les capacités du Super CD-ROM² dans la console elle-même. Aux États-Unis, la Duo fit un flop également.
Malgré le succès initial de la console, elle finit par perdre face à la Super Famicom (SNES). NEC fit un dernier effort pour ressusciter la console avec une carte d'extension nommée Arcade Card, dotée de 2 Mo de RAM; beaucoup de jeux d'arcade de cette carte étaient des conversions de titre Neo-Geo MVS. La mémoire supplémentaire permit même à la console d'afficher des polygones 3D bien au-delà de ce que la Super Famicom et la Mega Drive/Mega-CD pouvaient offrir. Cependant, il était trop tard, seulement une poignée de jeux pour la carte d'arcade ont été produits, et la carte d'extension ne sortit jamais aux États-Unis.
La Turbo-Express était le nom américain de la PC-Engine GT, version portable de la CoreGrafX. Elle avait un écran LCD couleur et un tuner TV en option était disponible. La PC-Engine GT pouvait jouer tous les jeux HuCard de la CoreGrafX, et la Turbo Express pouvait faire fonctionner les cartes américaines de la TurboGrafx16. Elle consommait cependant beaucoup d'énergie, et donc de piles.

## Compatibilités

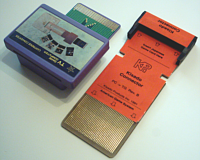
adaptateur

Les HuCards japonaises et américaines ne sont pas compatibles; il faut un adaptateur pour pouvoir les utiliser sur une machine étrangère à la carte.
L'extension Arcade Card n'a été vendue qu'au Japon. Par conséquent pour l'utiliser avec une console américaine (et européenne ?), il faut impérativement un adaptateur.
Les CD et Super CD sont compatibles sur toutes les versions des machines.
Les manettes de la CoreGrafX ont une prise plus grosse que celle de la DUO mais leur schéma est le même. Pour autant, il faut utiliser un adaptateur pour passer une manette de l'une à l'autre.

## Périphériques

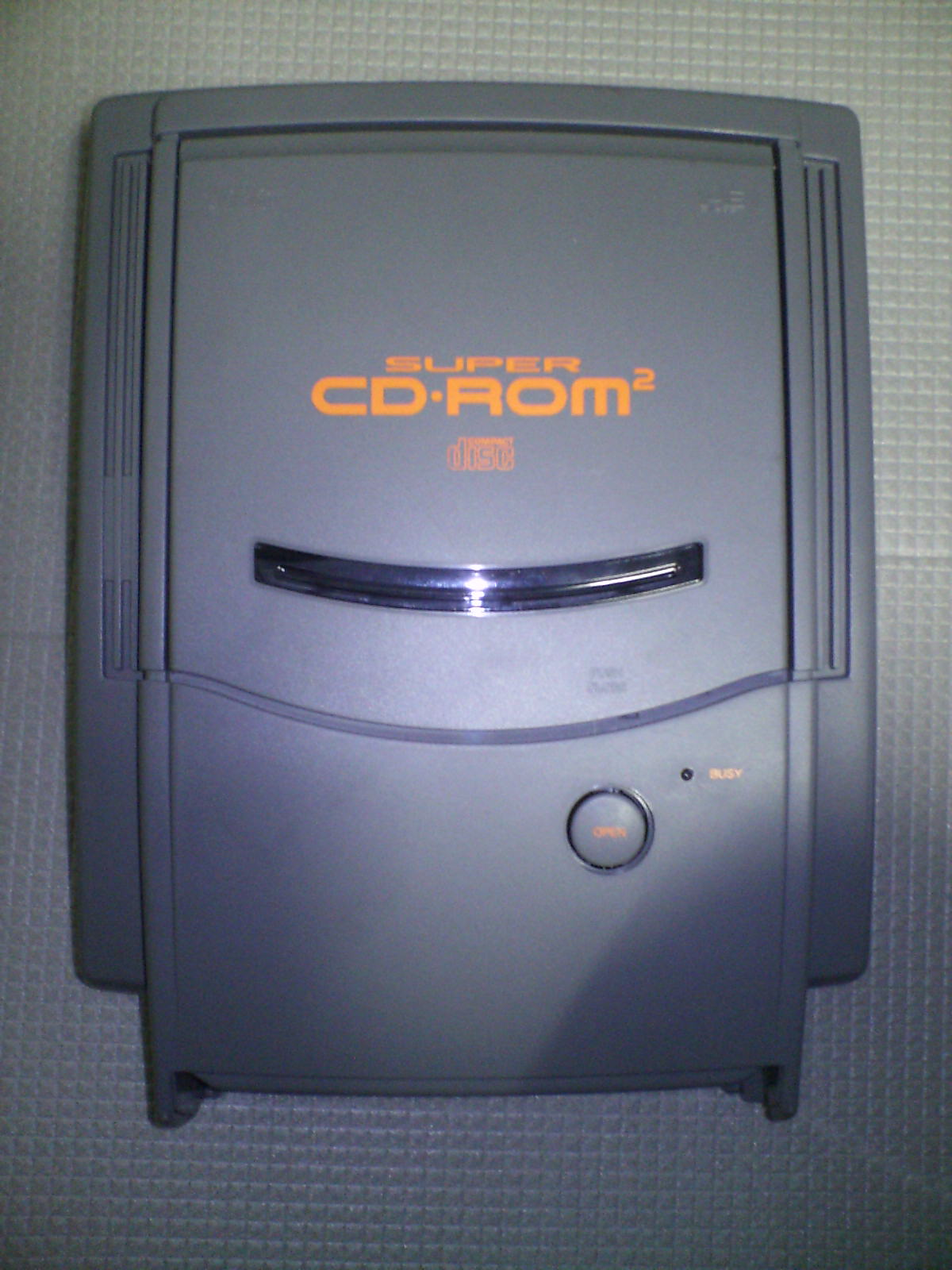
Super CD-ROM²

### Extensions CD-ROM
Extension CD (1.0 et 2.0) :
- capable de lire les CD audio, CD+G et les jeux CD-ROM² (2 pour version 2.0)
- une sortie Audio Vidéo RVB
- l'extension peut être enlevée pour être utilisée de manière portable
- nouveau BIOS
- Cache CD : 64 ko
- RAM pour la sauvegarde de jeu

Extension Super CD (3.0) :
- même possibilités que la version 2.0, mais permet en plus de lire les Super CD-ROM² de la PC-Engine Duo.
- lecteur CD plus rapide
- Cache CD : 256 ko
- nouveau BIOS

Arcade CARD :
- sortie en deux versions :
  - Arcade Card Duo : pour la version DUO de la console et les consoles associées au Super CD-ROM²
  - Arcade Card Pro : pour toute console NEC associée à la première version du lecteur CD-ROM, ajoutait le BIOS du Super CD-ROM²
- Le Cache CD est étendu à 2 Mo

### Autres
TurboTap : adapteur pour brancher 5 manettes

## Spécifications techniques
CoreGrafX / CoreGrafX II
- CPU : HuC6280 intégrant un MOS 6502 custom à 7,6 MHz et le circuit audio
  - RAM : 8 ko
  - Audio : 6 voies PSG ou 3 voies FM (2 opérateurs PSG pour 1 voie FM)
- GPU : HuC6270 (VDC)
  - RAM : 64 ko
  - Résolution : Variable. X=565 maximum, Y=242 maximum. (ex: 256x224, 336x224, 512x224)
  - 16 sprites de 16x16 pixels simultanément par ligne (64 simultanés à l'écran)
  - Palettes : 16 palettes de 16 entrées pour les sprites. 16 palettes de 16 entrées pour les tiles.
- Vidéo : HuC6260 (générateur de couleurs, résolutions et signaux vidéo)

PC-Engine DUO
- CPU : HuC6280 intégrant un MOS 6502 custom à 7,6 MHz et le circuit audio
  - RAM : 8 ko
  - Audio : 6 voies PSG ou 3 voies FM (2 opérateurs PSG pour 1 voie FM)
- GPU : HuC6270 (VDC)
  - RAM : 64 ko
  - Résolution : Variable. X=565 maximum, Y=242 maximum. (ex: 256x224, 336x224, 512x224)
  - 16 sprites de 16x16 pixels simultanément par ligne (64 simultanés à l'écran)
  - Palettes : 16 palettes de 16 entrées pour les sprites. 16 palettes de 16 entrées pour les tiles.
- Vidéo : HuC6260 (générateur de couleurs, résolutions et signaux vidéo)
- CD-ROM² :
  - CPU : 65802 à 16 MHz
  - RAM : 256 ko
  - 1 voie ADPCM 8 bits 32 kHz (16 kHz le plus souvent utilisé)